# Riacho Água Fria
Riacho Água Fria é um riacho (pequeno rio) que banha o município de Codó. É o maior riacho urbano do município, nascendo na periferia do bairro Codó Novo e cortando a cidade ao meio.
Devido as constantes obras no riacho, fontes como a própria prefeitura costumam considerá-lo um canal, chamando-o de Canal Água Fria ou Canal da Água Fria.
Tem grande importância para a história da cidade, devido a constituição da cidade de Codó através do povoado Urubus às suas margens, no século XIX.

Devido a sua importância regional, o riacho é citado no hino da cidade:
"Tuas matas são ricas palmeiras
Tuas praças convite ao amor
Do querido riacho Água Fria
Tu recebes carícias e frescor"

## Poluição e degradação ambiental
O riacho tem tido grande impacto da urbanização, e com o passar dos anos as consequências são cada vez mais severas. Os codoenses da residentes no bairro Codó Novo, são os mais afetados, devido alagamentos na região.

## Ações de revitalização
Constantes ações e obras foram feitos ao longo da história da cidade de Codó para que o riacho não transbordasse. Alagamentos são historicamente um problema para os bairros costeiros ao rio nos períodos de chuva, incluindo a região central da cidade.

Em abril de 2025, em reunião com autoridades federais e municipais, o Ministério da Integração e do Desenvolvimento Regional (MIDR) comprometeu-se a apoiar a reconstrução emergencial, enquadrando a situação como calamidade pública. O prefeito de Codó, Chiquinho, destacou a importância da obra para a população local, enquanto o governo federal analisa tecnicamente o plano de trabalho para liberação dos recursos. A intervenção busca restabelecer a normalidade e prevenir novos impactos nas áreas atingidas.